# Fantasmas (serie de televisión)
Fantasmas es una serie de televisión de comedia surrealista  estadounidense creada, dirigida, escrita y protagonizada por Julio Torres, producida por Torres, Dave McCarey y Emma Stone. La serie se enfoca en Julio, un joven artista que, ante la necesidad de sacar una tarjeta de prueba de existencia para continuar viviendo en su ciudad, se embarca en la búsqueda de un arete de una ostra de oro. En el proceso, se encuentra con una serie de personajes con historias extravagantes.
Tuvo su estreno mundial en el ATX Television Festival el 30 de mayo de 2024.   Se estrenó a nivel internacional el 7 de junio de 2024 en la plataforma de streaming MAX. 

## Argumento
Julio busca, a través de Nueva York, un arete de ostra de oro con diamantes que tiene el mismo tamaño que un lunar en su cuello mientras evita responsabilidades adultas e imagina historias detrás de objetos y personajes que se encuentra.

## Reparto

### Principal
- Julio Torres como una versión ficcionalizada de sí mismo
- Martine Gutierrez como Vanesja
- Tomás Matos como Chester
- Joe Rumrill como Bibo, asistente personal robótico

### Secundario
- Eudora Peterson como Amina Roberts, una maestra
- Bowen Yang como Dodo, un elfo en el taller de Santa Clos.
- Greta Titelman como Gina, una aspirante a actriz.
- Ikechukwu Ufomadu y Sydnee Washington como Oscar y Vicky, hermanos que dirigen un negocio enfocado en digitalizar a las personas.
- Michael Graceffa como Derrrick, un instructor de fitness.
- Spike Einbinder como Carl, un fanático de los superhéroes.
- Bernardo Velasco como Edwin, un repartidor de comida.
- Ana Fábrega como Trish, una actriz e influencer.

### Cameos
- Jaboukie Young-White como Skyler, un influencer de redes sociales
- Paul Dano y Sunita Mani como los papás en una comedia de televisión
- Steve Buscemi como Q
- Evan Mock como Z
- Alexa Demie como Becca, representante de servicio al cliente de una compañía de seguros.
- Ziwe Fumudoh como representante de servicio al cliente de una aerolínea
- Dominique Jackson como el algoritmo
- Julia Fox como la señora Claus
- Aidy Bryant como Denise, una vendedora de vestidos de baño.
- Kim Petras como una sirena dedicada a la atención de clientes
- Princesa Nokia como una sirena dedicada a la atención de clientes
- Tilda Swinton como la voz del agua
- Kate Berlant como actriz de superhéroes de parques temáticos
- Tommy Dorfman como director comercial
- Dylan O'Brien como Dustin, uno de los clientes de Vanesja.
- Amy Sedaris como la ex profesora de arte de Vanesja
- Natasha Lyonne como Suzanna, una ejecutiva en la empresa Zappos .
- Patti Harrison como la voz de un pez dorado llamada Deedra
- Rachel Dratch, Cole Escola, Rosie Pérez y Emma Stone como miembros del elenco del reality show The True Women of New York.
- James Scully como productor de The True Women of New York
- Sam Taggart como Bryce, asistente de Deedra, el pez dorado.

## Episodios
| N.º | Título                  | Dirección    | Escritura    | Fecha de estreno    |
| --- | ----------------------- | ------------ | ------------ | ------------------- |
| 1   | "Cookies and Spaghetti" | Julio Torres | Julio Torres | 7 de junio de 2024  |
| 2   | "Valued Customer"       | Julio Torres | Julio Torres | 14 de junio de 2024 |
| 3   | "Toilets"               | Julio Torres | Julio Torres | 21 de junio de 2024 |
| 4   | "Looking4Twinks2S**k"   | Julio Torres | Julio Torres | 28 de junio de 2024 |
| 5   | "The Little Ones"       | Julio Torres | Julio Torres | 5 de julio de 2024  |
| 6   | "The Void"              | Julio Torres | Julio Torres | 12 de julio de 2024 |